# Charde Houston
Charde Lakishia Houston (Oceanside, 10 aprile 1986) è un'ex cestista statunitense, professionista nella WNBA.

## Carriera
È stata selezionata dalle Minnesota Lynx al terzo giro del Draft WNBA 2008 (30ª scelta assoluta).

## Palmarès
- Campionessa WNBA (2011)